# 南京大虐殺犠牲者国家追悼日

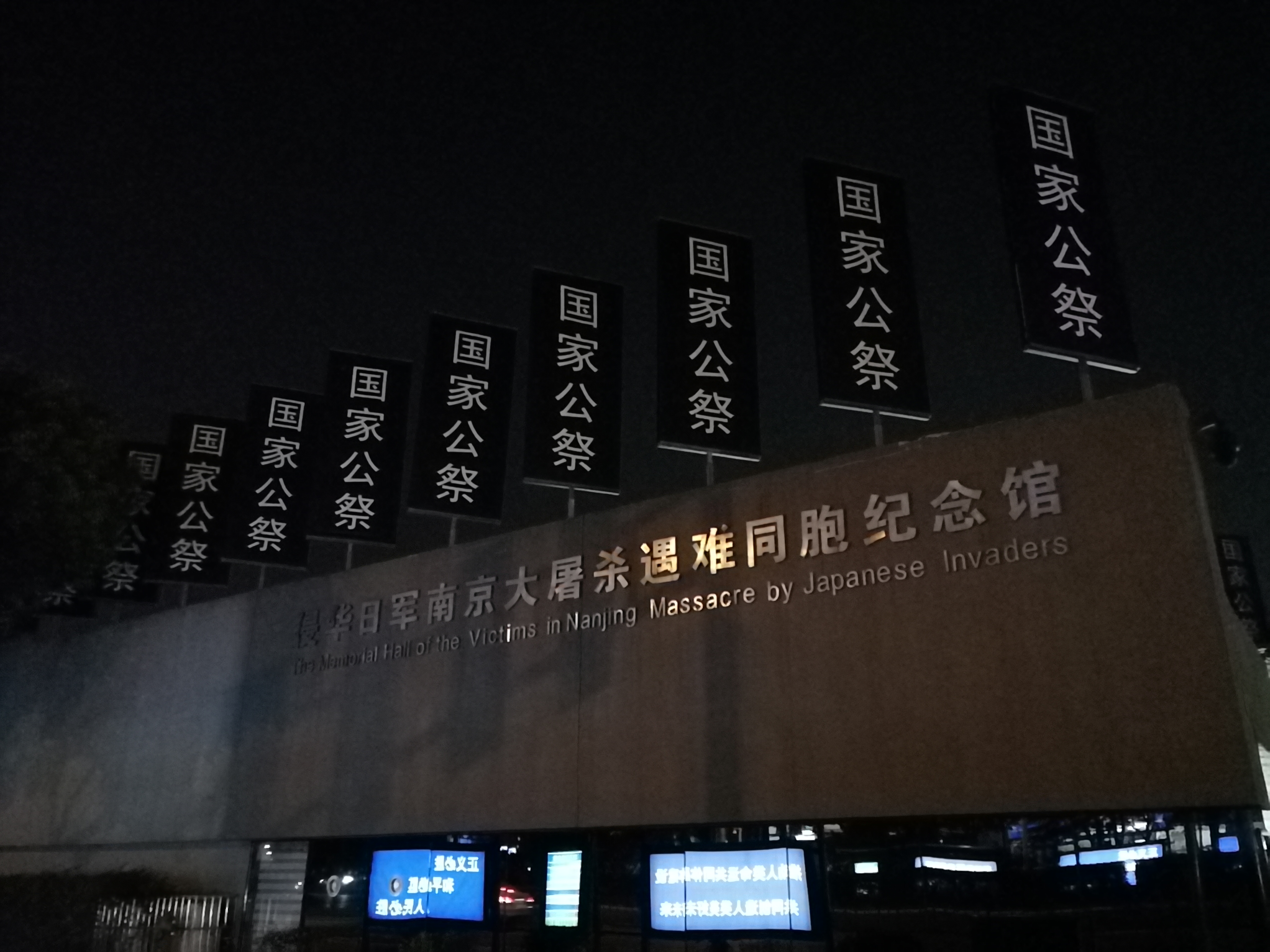
2017年に南京大虐殺犠牲者国家追悼日の会場となった侵華日軍南京大屠殺遇難同胞紀念館

南京大虐殺犠牲者国家追悼日（なんきんだいぎゃくさつぎせいしゃこっかついとうび、中国語: 南京大屠杀死难者国家公祭日）は、南京事件（南京大虐殺）の被害者を追悼するために、第12回中華人民共和国全国人民代表大会常務委員会が設立した同国の国民記念日である。毎年12月13日、南京市で記念式典が開催される。

## 歴史
1937年の南京市での南京事件について、第二次世界大戦後の極東国際軍事裁判および南京軍事法廷の裁判を経て、国際法に違反と判断されている。1996年以降、12月13日に南京市は、市民の国防観念と防空意識を高めるため、全市で空襲警報の試験を実施している。
2014年2月27日、第12回全国人民代表大会常務委員会第7回会合では、「南京大虐殺犠牲者国家追悼日の樹立に関する全国人民代表大会常務委員会の決定」に合意した。毎年12月13日を「南京大虐殺犠牲者国家追悼日」として制定される。当日は、国家レベルでの公祭および記念行事を主催し、南京事件の犠牲者や戦時中に日本軍に殺害されたとされる全ての犠牲者を追悼する。中華人民共和国の各地でも様々な活動が開催されている。

## 関連する地方法律の規定
2018年8月28日、第16回南京市人民代表大会常務委員会第5回会議で、「南京市の国家公祭保障条例（草案）」を発議。南京市内では、毎年国家公祭日に国家公祭の時に、南京市人民政府の通告に従って、警報を鳴らさなければならない。メインタウンの道路を走行する自動車は1分間、列車や船舶は汽笛を止めて哀悼し、道路上の歩行者など全ての人々は黙祷を捧げた。またこの条例で、国家公祭の期間中、記念館と墓地の周辺に公共のエンターテインメント活動が禁止されており、南京市の一切の放送、テレビ、新聞、インターネットなどは、国家祭日の当日で、全てのエンターテインメントに関する放送・掲載は禁止されている。新聞や雑誌は、国家公祭に関する活動の内容をブラック・カバーで公表するべきとされる。また、国家公祭の場所が侵華日軍南京大屠殺遇難同胞紀念館の記念広場で行うことが指定された。11月23日、第13回江蘇省人民代表大会常務委員会の第6回会議の議決を経て、2018年12月13日から実施されている。

## 歴代の記念式典
南京事件犠牲者のための国家追悼祭典が2014年から毎年12月13日に開かれている。主催単位は、中国共産党中央委員会、全国人民代表大会常務委員会、国務院、中国人民政治協商会議全国委員会と中央軍事委員会。
特別行政区である香港およびマカオにおいても、行政長官らによる行政府主催の追悼式典が開かれている。